# Trinotoperla nivata
Trinotoperla nivata är en bäcksländeart som beskrevs av Douglas E. Kimmins 1951. Trinotoperla nivata ingår i släktet Trinotoperla och familjen Gripopterygidae. Inga underarter finns listade i Catalogue of Life.